# Culter
Culter – rodzaj morskich ryb z rodziny karpiowatych (Cyprinidae).

## Zasięg występowania
Chiny, Mongolia, Rosja, Tajwan i Wietnam.

## Klasyfikacja
Gatunki zaliczane do tego rodzaju:
- Culter alburnus – uklej amurski[3]
- Culter flavipinnis
- Culter oxycephaloides
- Culter recurviceps

Gatunkiem typowym jest Culter alburnus.